# 星光咖啡館與死神之蝶
《星光咖啡館與死神之蝶》是YUZUSOFT在2019年12月20日發售的戀愛冒險類型成人遊戲，也是該社的第十一作。2022年發行中文版及英文版。
同名漫畫於2020年1月27日發售的《月刊Comic Alive》2020年3月號開始連載。

## 故事簡介
男主角高嶺昂晴因為事故而喪命，當他再次睜開眼時，發現自己回到死亡那天的早上，而昂晴再次遭遇那場事故時，死神明月栞那出現在昂晴面前，並告訴昂晴「如果想逃避死亡命運就得幫忙死神的工作」，而昂晴接到的工作則是開咖啡館。

## 登場角色

### 主要角色
高嶺昂晴
作品男主角。一星大學三年級生。曾因遭遇車禍而過世，但在神祕的蝴蝶出現在面前後，回到了發生事故當天的早上。但所引發的奇蹟已違反常理受到了死神明月栞那的關注，並被回收附在身上的蝴蝶。同時這起事件被神明認為是危險人物，所以得幫助栞那開咖啡館並收集蝴蝶，在栞那線中得知他之所以能夠引發奇蹟的原因為他的前世是栞那成為死神後第一個引渡靈魂的對象，前世在缺少家人關愛的情況下，很年幼時就過世，並在靈魂被栞那引渡時因栞那的一句話相信來世能夠更幸福，卻連續兩次投胎後遭遇同樣的情況過世的同時，導致靈魂的力量日漸強大，足以在今世遭遇車禍過世時對於得到家庭幸福的執著而引發時間倒退的奇蹟，但在這同時也失去了下一次投胎的機會，此外由於他在前幾次轉生時因受到栞那的關注以此為緣，從栞那身上學到的蛋包飯的做法其實是前世時栞那為了前世的自己所做的蛋包飯，但在當時前世的自己批評很難吃後栞那專研改善的結果。
明月栞那（聲：麻倉亞戀）
死神，年齡已經一百歲以上。個性友善，會對感興趣的對象惡作劇。對各種機械非常不拿手，雖然會對昂晴開一些類似誘惑的玩笑，但其實本人對於男女相關的事情也非常沒轍很容易因此臉紅或陷入妄想之中被御帝批評是淫亂色情死神娘，個人路線時第一次被昂晴告白時告知了死神的正體其實也是蝴蝶，為了重新理解生命的快樂並且在之後轉生的存在，由於昂晴引發奇蹟復活後為了保住昂晴的靈魂以及替因幫助其他人導致靈魂衰弱的昂晴注入力量（此為事後昂晴夢見的夢境以及御帝所告知）而即將進入轉生拒絕昂晴的告白。在隔天，在昂晴鍥而不捨的再度告白下，與昂晴正式交往，一起度過最後的幾天後消失，但由於對昂晴還有未練（留戀、依戀），殘留了一部份靈魂在現世，以及昂晴希望能夠再度見到栞那，導致昂晴再度與栞那一部份的靈魂和御帝保有記憶的情況下，回到剛相遇的時間點的身體中短暫重逢，之後再度回到原本的時間點時，因現世留有栞那一部份的靈魂，以此為中心聚齊了其他蝴蝶，以原本的姿態轉生成普通人類，並以此為機會搬進昂晴的公寓中同居（原本住在咖啡館樓上，身為死神時因不需要特別梳洗，所以在沒有浴室的咖啡館也能生活，但轉生成人類後有了梳洗的需求而搬家），事後理解了生命的快樂，並繼續幫忙死神的工作，直到兩人結婚懷下兩人的女兒充優為止。
四季夏目（聲：夏和小）
跟昂晴就讀同個大學的三年級生，被認為是冰山美人也因拒絕過許多男性的追求在學生之間有著孤高的擊墜王的稱號，實際上只是不擅表達自己的感情也非常討厭玩咖一類的男性。不擅長喝苦的咖啡。星光咖啡館成立的主要發起人，與栞那和御帝在故事開始前就認識也知道死神和蝴蝶的存在(也因此栞那線中栞那因轉生消失時是除了昂晴以外唯一一個知道真相的人)。年幼時因一場大病需不斷出入病院導致父母放棄開咖啡館的願望，所以希望能開一家咖啡館。個人路線時得知在昂晴發生車禍過世的時間線也因遭遇了同一場車禍過世，因昂晴引發奇蹟倒轉時間的關係跟著得救。過去因住院的關係逐漸和學校的友人疏遠也認為父母是因為自己的關係放棄開咖啡館的夢想而自責並封閉自己也因此最初拒絕了昂晴的告白直到病況發作昏倒前的瞬間才承認自己對昂晴的感情，在經過急救甦醒後向昂晴告白並開始交往。因為對活下去的慾望薄弱加上曾經死而復活的關係導致一部份的靈魂作為蝴蝶分裂出來，由於夏目尚還活著所以夏目的蝴蝶一直以來由栞那保管著並沒有送回天上。昂晴在醫院中看見以前夏目住院時所畫下的夢想後透過宏人和志津華兩人聯絡到以前一起住院的病友和夏目的父母重現當時夏目所畫下的夢想，並由夏目的父母口中得知當時放棄開咖啡館並不是夏目的原因而單純只是遇到當時經濟不好的關係才打算將開店計畫延後到退休後，且點出現在的咖啡館並不是為了代替父母而是為了夏目自己的夢想所開的，夏目也確實的實現自己的夢想，聽到父母的話後夏目也排除了內心的迷惘再度與分離出來的蝴蝶合為一體，結局時決定畢業後繼續經營咖啡館，昂晴也為了繼續支持夏目決定以成為糕點師為目標努力。
墨染希（聲：上原葵）
就讀白瀧學園二年級，個性率直的女孩。昂晴的青梅竹馬，兩人的父親也是兒時玩伴，因為昂晴的父親長期在國外工作加上昂晴的母親身體不好需要住院（在本篇開始的前幾年過世），年幼時的昂晴時常受到希的父母的照顧，昂晴住的公寓也是希的父母的所有物，上學時會到昂晴的公寓幫他準備早餐。家裡經營神社，偶爾會以巫女身份幫忙神社的事務，雖然看不到也不知道蝴蝶的存在但是有蝴蝶在附近時會感受到其存在。
周圍的蝴蝶是由於前世母親的思念所產生的
火打谷愛衣（聲：音來內麗）
就讀卷機女學園二年級，個性活潑的女孩，因此一來咖啡館面試馬上就被夏目錄用。中學時和墨染希是同班同學，因為四季夏目是卷機的畢業生所以也是她的學妹，喜歡可愛的事物，並且會對親近的人撒嬌。原本是游泳社，對自己曬黑的皮膚無法回復原狀感到在意。
汐山涼音（聲：木之美希）
本作需完成任一名女角的劇情後才能攻略的女配角。咖啡館的糕點師，製作糕點的技術非常高明，非常怕麻煩，唯獨在工作時會提起幹勁。弟弟汐山宏人和昂晴是好朋友同時也與昂晴住在同一棟公寓中，以前在街上某家有名的店裡工作，因與同時是自己的師傅的老闆在理念上起了爭執後離職之後就失去幹勁整天在家裡渾渾噩噩度日導致身邊出現了很多蝴蝶，在栞那回收蝴蝶後以及昂晴的計策下重新找回了工作的熱情進到咖啡館工作並教導昂晴製作糕點的方法，咖啡館剛開幕時因其前老闆得知他重新燃起工作的熱情後特地到咖啡館的社群帳號上按讚推薦使得咖啡館剛開幕就得到許多客人的注目而生意興榮，夏目的AFTER STORY中以答應正式成為昂晴的糕點師父提供他進修成為糕點師的選擇。
御帝（聲：寶殿亭千枚）
會說人話並能兩腳行走的貓，實際是貓妖精的貴族，跟栞那一起執行死神的工作。會以人類姿態在星光咖啡館工作，並化名御帝貴紀，表面上是咖啡館的老闆（實際上夏目才是星光咖啡館的老闆），在貓妖精的社會中有投資並以此作為經營咖啡館的資本也因擅長會計負責計算店裡的支出，化身成人類時因其紳士的姿態非常受到一部分女性顧客的歡迎，可以變身成普通的貓並藉此透過其他野貓獲得情報但本人並不喜歡被當成普通的貓看待的同時還是無法抗拒一些對貓有誘惑性的行為，有時也會在栞那和夏目的威脅利誘或挑釁下作為店裡的招牌貓拍照上傳到社群網站上，而當普通的貓時對外宣稱的名字是閣下，栞那線中同時栞那對外宣稱是他的養父，被栞那的女兒稱為外公。

### 其它角色
汐山宏人（聲：檸檬澤一）
昂晴的大學同學兼好友，涼音的親弟弟，對於自己交不到女友一事很困擾，非常不擅長應付涼音從小就被涼音指使，與認真修學分的昂晴不同因此需要花很多時間去補足學分，十分替別人著想，有時會提供建議給昂晴或其他同學(雖然大多沒甚麼用)，夏目的路線中因幫忙昂晴的機會下認識以前和夏目一起住院的染井志津華兩人開始交往。
高嶺和史（聲：鬼瓦虎鐵）
昂晴的父親，職業是一名畫家靠著接受委託賺錢，因工作的關係需時常待在國外導致昂晴對他有距離感，妻子因病住院時時常寄畫回來表示自己對妻子的關心，昂晴在與夏目等人籌備咖啡館時接受昂晴的請求為咖啡館的方針提供了意見並委託友人幫忙設計咖啡館的制服，也免費提供了自己的畫作在店裡裝飾，老家是名門因父母反對從事畫家的工作年輕時曾加入暴走族並在受傷住院時被趕出家門，住院途中繪畫時認識了因體弱需時常住院的昂晴的母親，為了畫出讓昂晴的母親滿意的畫不斷送畫給他並在之後向昂晴的母親告白，而在之後出現了欣賞其畫作的人(事後得知是昂晴的外祖父)贊助讓畫作得以推廣到國外，結婚之後為了與妻子的約定不斷到國外畫下許多風景畫作。
房東
咖啡館的房東，過去與丈夫一起經營咖啡館直到丈夫過世，之後雖然陸續將咖啡館租給別人但大多經營不善而關閉，在夏目承租咖啡館之前最後希望能租下來經營咖啡館的人正是夏目的父母，但因夏目生病的關係還在準備階段就被迫放棄，房東本人也放棄了將咖啡館租出去的念頭直到夏目來請求將咖啡館租給他，但為了考驗夏目在昂晴來到店裡之前就不斷考驗他是否足以經營咖啡館直到夏目與昂晴等人終於決定了經營方針和找齊工作人員後才認同夏目並將咖啡館租給他，在夏目的個人路線時為了拜訪夏目在前往夏目的租屋處時正好發現與昂晴分開獨自返家的途中因病發作倒在家門前的夏目，也因發現的早和醫生及時的治療救了夏目一命。

## 主題曲
片頭曲「Smiling-Swinging!!」
作詞：，作曲：Famishin，編曲：井之原智，主唱：米倉千尋
栞那片尾曲
作詞：，作曲：Famishin，編曲：伊福部武史
夏目片尾曲「@Your Side」
作詞、主唱：，作曲：Famishin，編曲：紅原電次
希片尾曲
作詞、主唱：，作曲：Famishin，編曲：
愛衣片尾曲「光」
作詞、主唱：葉月，作曲：Famishin，編曲：椎名俊介
涼音片尾曲「Cold&Sweet」
作詞：Riryka，作曲：Famishin，編曲：仲村洸祐，主唱：emari+

## 關連商品

### CD
星光咖啡館與死神之蝶 角色歌Vol.1 「明月栞那」
2019年9月27日發售，收錄栞那的角色歌「Only you!」。
星光咖啡館與死神之蝶 角色歌Vol.2 「四季夏目」
2019年10月11日發售，收錄夏目的角色歌「Sweetest Bitterness」。
星光咖啡館與死神之蝶 角色歌Vol.3 「墨染希」
2019年10月25日發售，收錄希的角色歌。
星光咖啡館與死神之蝶 角色歌Vol.4 「火打谷愛衣」
2019年11月8日發售，收錄愛衣的角色歌「Happy Sunshine」。

### 漫畫
同名漫畫於2020年1月27日發售的《月刊Comic Alive》2020年3月號開始連載。於2020年8月20日發售單行本。

## 爭議
2019年11月22日，《神戶新聞》刊出報導指本作中「星光咖啡館」外觀取自兵庫縣三田市的糕點店「PATISSIER eS KOYAMA」且未獲店家授權，已有愛好者前來聖地巡禮，店方正考慮遊戲發售後提出抗議。同日下午，遊戲製作方發聲明向店家道歉，宣布將全數更換作中相關背景，發售日不受影響。

## 評價
《星光咖啡館與死神之蝶》在Getchu.com舉辦的美少女遊戲大賞2019中獲得綜合部門第4名、劇本部門第7名、系統部門第9名、繪圖部門第1名、音樂部門第6名、影片部門第1名、角色部門四季夏目第3名、明月栞那第8名、墨染希第15名。

## 外部連結
- 官方網站 （页面存档备份，存于）（日語）
- 星光咖啡館與死神之蝶 官方中文網站 （页面存档备份，存于）
- 英文版官方網站 （页面存档备份，存于）（英文）
- 《星光咖啡館與死神之蝶》在視覺小說數據庫的頁面 （英文）